# Grant-Leon Ranos
Grant-Leon Ranos (in armeno Հրանտ-Լեոն Աղվանի Ռանոս?; Gehrden, 20 luglio 2003) è un calciatore tedesco naturalizzato armeno, attaccante del Kaiserslautern, in prestito dal Borussia M'gladbach, e della nazionale armena.

## Carriera

### Club
Cresciuto tra i settori giovanili di Hannover 96, Borussia Dortmund e Bayern Monaco, esordisce con i bavaresi nella Regionalliga, disputando tra il 2022 e il 2023 quarantacinque partite, segnando venti gol.
Il 24 maggio 2023 viene ufficializzato il suo passaggio al Borussia M'gladbach, firmando un contratto fino al 2027.

### Nazionale
Nato in Germania, ha ottenuto la cittadinanza armena nel 2023. Nel marzo dello stesso anno viene convocato per la prima volta dal CT dell'Armenia Oleksandr Petrakov. Il 28 marzo 2023, all'esordio con la formazione del Caucaso, mette a segno una doppietta nell'amichevole contro la nazionale cipriota terminata 2-2.

## Statistiche

### Cronologia presenze e reti in nazionale
| Cronologia completa delle presenze e delle reti in nazionale ― Armenia | Cronologia completa delle presenze e delle reti in nazionale ― Armenia | Cronologia completa delle presenze e delle reti in nazionale ― Armenia | Cronologia completa delle presenze e delle reti in nazionale ― Armenia | Cronologia completa delle presenze e delle reti in nazionale ― Armenia | Cronologia completa delle presenze e delle reti in nazionale ― Armenia | Cronologia completa delle presenze e delle reti in nazionale ― Armenia | Cronologia completa delle presenze e delle reti in nazionale ― Armenia |
| Data                                                                   | Città                                                                  | In casa                                                                | Risultato                                                              | Ospiti                                                                 | Competizione                                                           | Reti                                                                   | Note                                                                   |
| ---------------------------------------------------------------------- | ---------------------------------------------------------------------- | ---------------------------------------------------------------------- | ---------------------------------------------------------------------- | ---------------------------------------------------------------------- | ---------------------------------------------------------------------- | ---------------------------------------------------------------------- | ---------------------------------------------------------------------- |
| 28-3-2023                                                              | Erevan                                                                 | Armenia                                                                | 2 – 2                                                                  | Cipro                                                                  | Amichevole                                                             | 2                                                                      | 65’                                                                    |
| 16-6-2023                                                              | Cardiff                                                                | Galles                                                                 | 2 – 4                                                                  | Armenia                                                                | Qual. Euro 2024                                                        | 2                                                                      | 67’ 88’                                                                |
| 19-6-2023                                                              | Erevan                                                                 | Armenia                                                                | 2 – 1                                                                  | Lettonia                                                               | Qual. Euro 2024                                                        | -                                                                      | 77’                                                                    |
| 8-9-2023                                                               | Eskişehir                                                              | Turchia                                                                | 1 – 1                                                                  | Armenia                                                                | Qual. Euro 2024                                                        | -                                                                      | 62’                                                                    |
| 11-9-2023                                                              | Erevan                                                                 | Armenia                                                                | 0 – 1                                                                  | Croazia                                                                | Qual. Euro 2024                                                        | -                                                                      | 68’                                                                    |
| 12-10-2023                                                             | Riga                                                                   | Lettonia                                                               | 2 – 0                                                                  | Armenia                                                                | Qual. Euro 2024                                                        | -                                                                      | 59’                                                                    |
| 17-10-2023                                                             | Strumica                                                               | Macedonia del Nord                                                     | 3 – 1                                                                  | Armenia                                                                | Amichevole                                                             | -                                                                      | 78’                                                                    |
| 18-11-2023                                                             | Erevan                                                                 | Armenia                                                                | 1 – 1                                                                  | Galles                                                                 | Qual. Euro 2024                                                        | -                                                                      | 72’                                                                    |
| 21-11-2023                                                             | Zagabria                                                               | Croazia                                                                | 1 – 0                                                                  | Armenia                                                                | Qual. Euro 2024                                                        | -                                                                      | 73’                                                                    |
| 22-3-2024                                                              | Erevan                                                                 | Armenia                                                                | 0 – 1                                                                  | Kosovo                                                                 | Amichevole                                                             | -                                                                      | 58’                                                                    |
| 26-3-2024                                                              | Praga                                                                  | Rep. Ceca                                                              | 2 – 1                                                                  | Armenia                                                                | Amichevole                                                             | -                                                                      | 73’                                                                    |
| 7-9-2024                                                               | Erevan                                                                 | Armenia                                                                | 4 – 1                                                                  | Lettonia                                                               | UEFA Nations League 2024-2025 - 1º turno                               | -                                                                      | 84’                                                                    |
| 10-9-2024                                                              | Skopje                                                                 | Macedonia del Nord                                                     | 2 – 0                                                                  | Armenia                                                                | UEFA Nations League 2024-2025 - 1º turno                               | -                                                                      | 46’                                                                    |
| 10-10-2024                                                             | Tórshavn                                                               | Fær Øer                                                                | 2 – 2                                                                  | Armenia                                                                | UEFA Nations League 2024-2025 - 1º turno                               | -                                                                      | 55’ 67’                                                                |
| 13-10-2024                                                             | Erevan                                                                 | Armenia                                                                | 0 – 2                                                                  | Macedonia del Nord                                                     | UEFA Nations League 2024-2025 - 1º turno                               | -                                                                      | 65’                                                                    |
| 14-11-2024                                                             | Erevan                                                                 | Armenia                                                                | 0 – 1                                                                  | Fær Øer                                                                | UEFA Nations League 2024-2025 - 1º turno                               | -                                                                      | 46’                                                                    |
| 17-11-2024                                                             | Riga                                                                   | Lettonia                                                               | 1 – 2                                                                  | Armenia                                                                | UEFA Nations League 2024-2025 - 1º turno                               | -                                                                      | 62’                                                                    |
| Totale                                                                 |                                                                        | Presenze                                                               | 17                                                                     |                                                                        | Reti                                                                   | 4                                                                      |                                                                        |